# Mourvilles-Hautes
 Mourvilles-Hautes  es una población y comuna francesa, en la región de Mediodía-Pirineos, departamento de Alto Garona, en el distrito de Toulouse y cantón de Revel.

## Demografía
| 140 | 119 | 120 | 122 | 134 | 167 |
| Para los censos de 1962 a 1999 la población legal corresponde a la población sin duplicidades (Fuente: INSEE [Consultar]) |     |     |     |     |     |